# Grecia otomana

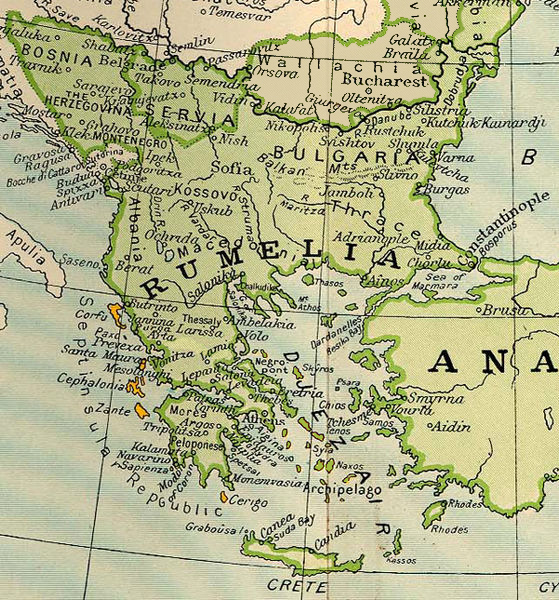
El territorio de la Grecia contemporánea estaba dentro de la región histórica de Rumelia (En turco روم ايلى - Rūm-ėli - "Tierra de los Romanos"). Éste fue el nombre que recibió los Balcanes durante la dominación otomana, proviniendo del nombre que a sí mismo se daba el extinto Imperio Bizantino.

La mayor parte de Grecia perteneció al Imperio otomano desde el siglo XV hasta su declaración de independencia en 1821. El Imperio bizantino, que había gobernado la mayor parte del mundo griego durante más de 1100 años, se debilitó fatalmente a partir del saqueo de Constantinopla, realizado por los cruzados durante la Cuarta Cruzada en 1204.

## Las conquistas otomanas

### Etapas de la conquista

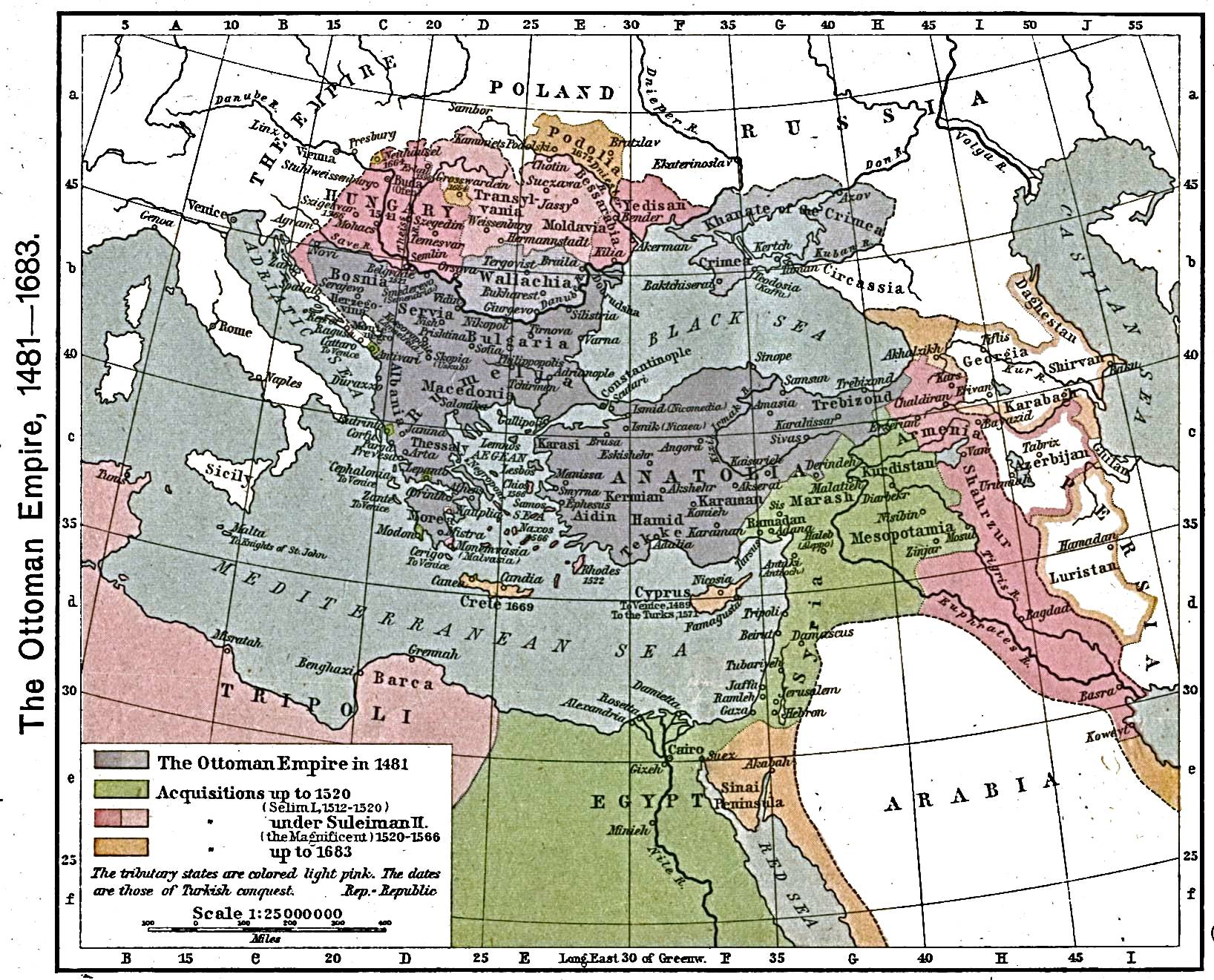
Mapa del Imperio otomano de 1481 a 1683.

Los otomanos llegan a Europa por primera vez en 1354. Orhan I (hijo de Osmán I) toma Galípoli, después de un temblor de tierra que hizo caer sus murallas. Se instalan poco a poco en los Balcanes, cayendo sucesivamente Tracia, Macedonia, Tesalia y Epiro. En 1362, dirigidos por Murad I toman Adrianópolis, que se convierte en la primera capital del imperio otomano. 
Después de haber vencido a los Búlgaros en 1371 y a los Serbios en 1389, los otomanos se enfrentan a Manuel, hijo de Juan V Paleólogo. Manuel, que en esos momentos era gobernador de Tesalónica, actúa independientemente de Constantinopla y organiza la defensa alrededor de Tesalónica, Serres y Beroia. Sin embargo, esta resistencia fue efímera: en 1391, Bayezid I se adueña de Tesalónica. Somete Tesalia y hace incursiones hasta el Peloponeso.
La guerra civil que opone a los hijos de Bayezid beneficia a Manuel, convertido ya en emperador bizantino, que negocia el retorno de Tesalónica a la esfera griega, en pago de su ayuda a Mehmed I. Establecido el orden, Murad II parte a la conquista de Grecia. En 1430, se apodera de Ioannina y de Tesalónica. Constantinopla cae en 1453. Atenas en 1456. Los griegos resisten en el Peloponeso hasta el 1460.
Los venecianos y los genoveses se aferran a algunas islas, pero hacia el año 1500 la mayor parte de las llanuras y las islas griegas caen en manos otomanas. Las montañas no fueron ocupadas y se convirtieron en el refugio de los griegos para escapar al yugo extranjero. Chipre cayó en el año 1571, y los venecianos siguieron en Creta hasta el año 1670. Las islas jónicas fueron gobernadas brevemente por los otomanos, (Cefalonia desde 1479 a 1481 y desde 1485 a 1500), permaneciendo como territorio veneciano durante el período en cuestión.

### Consecuencias de la conquista
La llegada de los otomanos a Grecia supone un importante y doble movimiento migratorio: uno dentro del territorio griego y otro hacia Europa occidental.

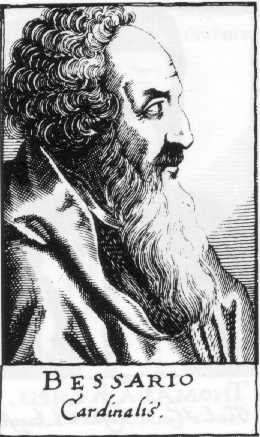
Retrato de Juan Bessarion.

La población griega huye de los invasores, abandonando los lugares más expuestos, principalmente las llanuras, pero también todas las localidades a lo largo de las vías de comunicación. Se instalan en lugares retirados alejados de los otomanos, como las montañas y las islas. Se construyen nuevos pueblos en lugares que nunca habían tenido ocupación humana, donde las condiciones de vida eran difíciles y explican en parte el pobre desarrollo económico de Grecia bajo el imperio otomano. Los griegos huyen para conservar sus tradiciones y modos de vida. 
El otro movimiento es la huida de intelectuales bizantinos hacia Occidente. Se produjo en dos fases, una anterior y otra posterior a la derrota de Bajazet frente a Tamerlán. Manuel Chrysoloras fue uno de los primeros en abandonar Grecia. Un poco más tarde le siguió Juan Bessarion. Después de 1453, huyen Juan Argyropoulos y Constantino Lascaris. Además del papel que se les atribuye en el desarrollo del Renacimiento en Occidente, también desarrollan los primeros sentimientos panhelénicos. sin embargo, Grecia perdió su saber y su inteligencia.

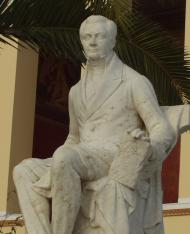
Estatua de Juan Capodistria.

## Decadencia del Imperio otomano
Tras la derrota en la batalla de Viena en 1683, el Imperio otomano entró en un largo periodo de decadencia, tanto militar como política, con un gran incremento de la corrupción y la represión. Esto provocó un aumento del descontento y de los levantamientos. 
El siglo XVII es más estable que los precedentes. Los conflictos turco-venecianos y turco-rusos son cortos y ofrecen una paz relativa. Esto favorece el crecimiento de la economía y del comercio, de los cuales los griegos tienen casi el monopolio. Solo los judíos de Salónica y los armenios de Anatolia les hacen la competencia. Esmirna y Salónica se convierten en las capitales económicas del Imperio, seguidas de otros centros comerciales, tales como Ioannina, Heraklion, Patras.
Por otro lado, mejora la posición de ciertos grupos de griegos educados. Cuanto más se amplía el Imperio, más necesidad tienen los otomanos del saber griego para cuestiones técnicas, administrativas o financieras. Los Fanariotas, un grupo de ricos griegos que vivían en el barrio “Fanar “ de Constantinopla, se hacen poderosos. Ocupan, entre otros, el puesto de Dragoman de la Puerta (la Sublime Puerta era una de las denominaciones del imperio otomano), una función equivalente a la del Ministerio de Asuntos Exteriores, gracias a su conocimiento de la Europa occidental. Sus viajes por Europa occidental, como mercaderes o diplomáticos, les llevaron a conocer las ideas del liberalismo y del nacionalismo. Así es como nació, en el seno de los Fanariotes, el movimiento nacionalista griego. 
El sentimiento nacional griego fue también estimulado por Catalina II de Rusia, que esperaba ampliar sus conquistas a costa de la decadencia del Imperio otomano. Con el objetivo de hacerse con Constantinopla, incitaba a los griegos a rebelarse. 
Sin embargo, durante la primera guerra ruso-turca que estalló en 1768, los griegos no se sublevaron y los rusos debieron renunciar a Constantinopla. Sin embargo, por el Tratado de Küçük Kaynarca (1774) los rusos obtuvieron el derecho de defender a los súbditos ortodoxos ante el sultán, lo que permitió a Rusia interferir cada vez más en los asuntos internos del Imperio. Esto, unido a las nuevas ideas de la Revolución francesa de 1789, impulsó la creación de un movimiento nacionalista griego activo

## Guerra de Independencia
En 1821, los griegos se alzaron contra la ocupación otomana y, después de numerosas victorias, proclamaron la independencia, pero esto contravenía los principios del Congreso de Viena y de la Santa Alianza, que prohibían cualquier cambio en el equilibrio de las potencias europeas. 
El levantamiento liberal y nacional no convenía a la Austria de Metternich, principal artífice de la política de la Santa Alianza. Sin embargo, Rusia, era favorable a la insurrección por solidaridad religiosa, por ser también ortodoxos y por un interés geo-estratégico por el control del estrecho de los Dardanelos y el del Bósforo. Francia, otro miembro activo de la Santa Alianza (que acababa de intervenir en España contra los liberales) tenía una posición ambigua: los griegos, claros liberales, eran cristianos y su levantamiento contra los otomanos musulmanes podría parecerse a una nueva cruzada. Gran Bretaña, un país liberal, se interesaba sobre todo por la situación geográfica en la ruta entre las Indias y Londres sobre las que deseaba ejercer alguna forma de control. Finalmente, para toda Europa, Grecia era la cuna de la civilización y del arte desde la antigüedad. 
Las victorias griegas fueron de corta duración. El sultán pidió ayuda a su vasallo egipcio Mehmet Alí, que envió a Grecia a su hijo Ibrahim Pachá con una flota y 17.000 hombres. La intervención de Ibrahim fue decisiva: el Peloponeso fue reconquistado en 1825 ; el cerrojo de Missolonghi cayó en 1826 ; Atenas fue tomada en 1827. A Grecia solo le quedaba Nauplia, Hidra y Egina.

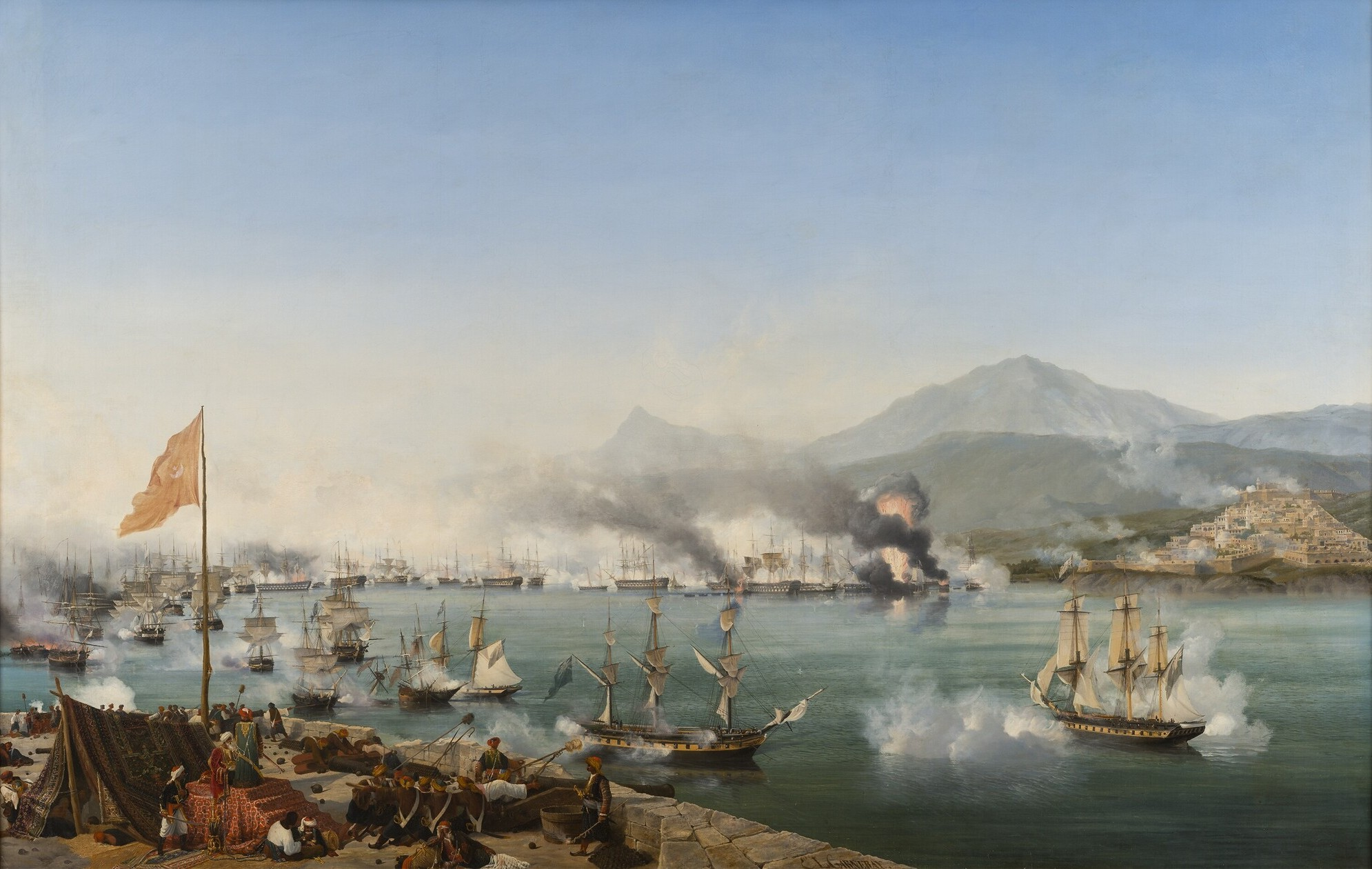
Batalla de Navarino--Destrucción de la Flota Turco-Egipcia.

Ante las victorias turcas, se desarrolló en Occidente una fuerte corriente de opinión a favor de Grecia. Se decidió intervenir en favor de Grecia, de la que era evidente su posición estratégica. Por la convención de Londres de julio de 1827, Francia, Rusia y Gran Bretaña reconocieron la autonomía de Grecia, que permanecería como vasalla del Imperio otomano. Las tres potencias acordaron realizar una intervención limitada a fin de obligar a los otomanos a aceptar los términos de la convención de Londres. Se realizó una expedición naval de demostración conjunta rusa, francesa y británica para ejercer presión diplomática sobre Constantinopla. La batalla de Navarino, librada debido a un encuentro casual, supuso la destrucción de la flota turco-egipcia. Tras la batalla de Navarino se decidió enviar una expedición militar terrestre.

| Predecesor: Grecia Bizantina | Grecia Otomana 1453 - 1821 | Sucesor: Guerra de independencia |

- Datos: Q871792
- Multimedia: Ottoman period in the history of Greece / Q871792